# فیل گوش (سرده)

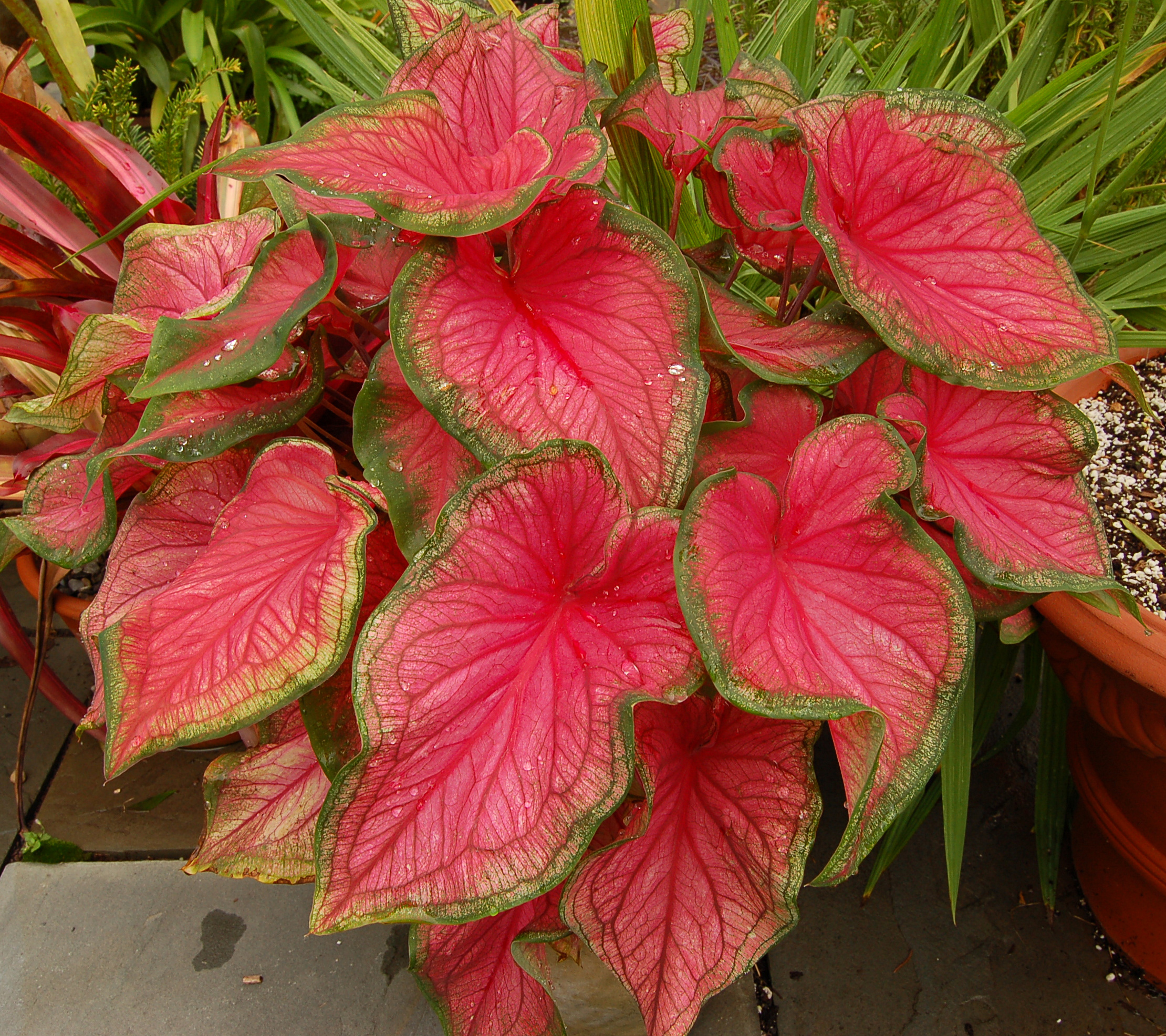

کالادیوم یا فیل گوش عضو خانوادهٔ گل‌شیپوریان است. این گل از نظر تنوع رنگ‌ها کم‌نظیر است. برگ‌های کالادیوم شبیه گوش فیل است و از اوایل بهار تا اواخر پاییز باقی می‌ماند. نوع وحشی این گیاه ۴۰ تا ۹۰ سانتی‌متر قد دارد و برگ‌هایش ۱۵ تا ۴۵ سانتی‌متر رشد می‌کند.

### ازدیاد و تکثیر گل کالادیوم
در فصل بهار می‌توان با جدا کردن ساقه‌های زیر زمینی از گیاهان مادری گل کالادیوم را تکثیر کرد. باید توجه کرد هر کدام از ساقه‌های زیر زمینی باید حد اقل دو جوانه یا چشمک داشته باشند.

## استفاده و نگهداری
بسیاری از گونه‌های این گیاه به خاطر برگ‌های بزرگ و سر پیکانی‌شان که به رنگ‌های سفید، صورتی و قرمز مشخص شده‌اند به‌عنوان گیاه زینتی استفاده می‌شوند. فیل گوش‌ها تا حدودی شبیه حسن یوسف به صورت نامرتب رشد می‌کنند و از اواخر قرن ۱۸ در اروپا کشت می‌شوند.
گونه‌های کوتوله این گیاه اکنون در حال پرورش هستند.
در طول فصل رویش، آنها به آبیاری متوسط (مرطوب، نه خیس) نیاز دارند. اکثر واریته‌ها سایه جزئی را به سایه کامل ترجیح می‌دهند، اگرچه گونه‌های مقاوم در برابر آفتاب اکنون در حال پرورش هستند.
اگر در مناطقی که سرد هستند نگهداری می‌شوند، زمانی که دما به ۱۸ درجه سانتی گراد رسید، گیاه را به مکان گرم تر منتقل کنید.

## افتادگی کالادیوم
این گیاه به یک مکان سایه متوسط با نور غیر مستقیم خورشید، رطوبت بالا و برنامه آبیاری منظم نیاز دارد.
کالادیوم یک گیاه گرمسیری بومی مناطق گرمسیری آمریکا است. به دمای پایین یا خشکی زیاد خاک را تحمل نمی‌کند. در صورتی که گیاه مدت زیادی آبیاری نشود یا در مکان سردی نگهداری شود، برگ‌های آن افتاده شده و می‌ریزند.

## نگارخانه

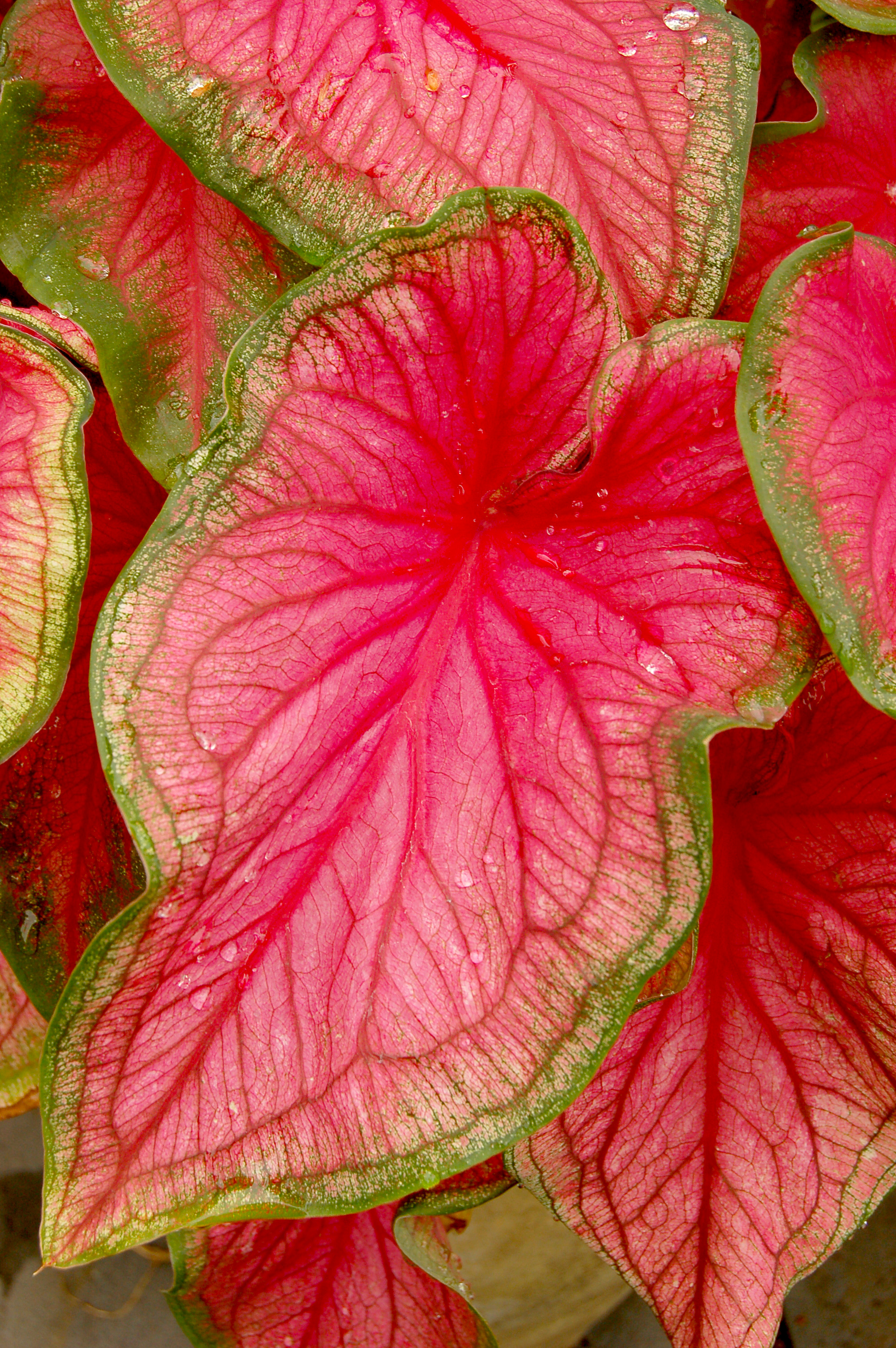
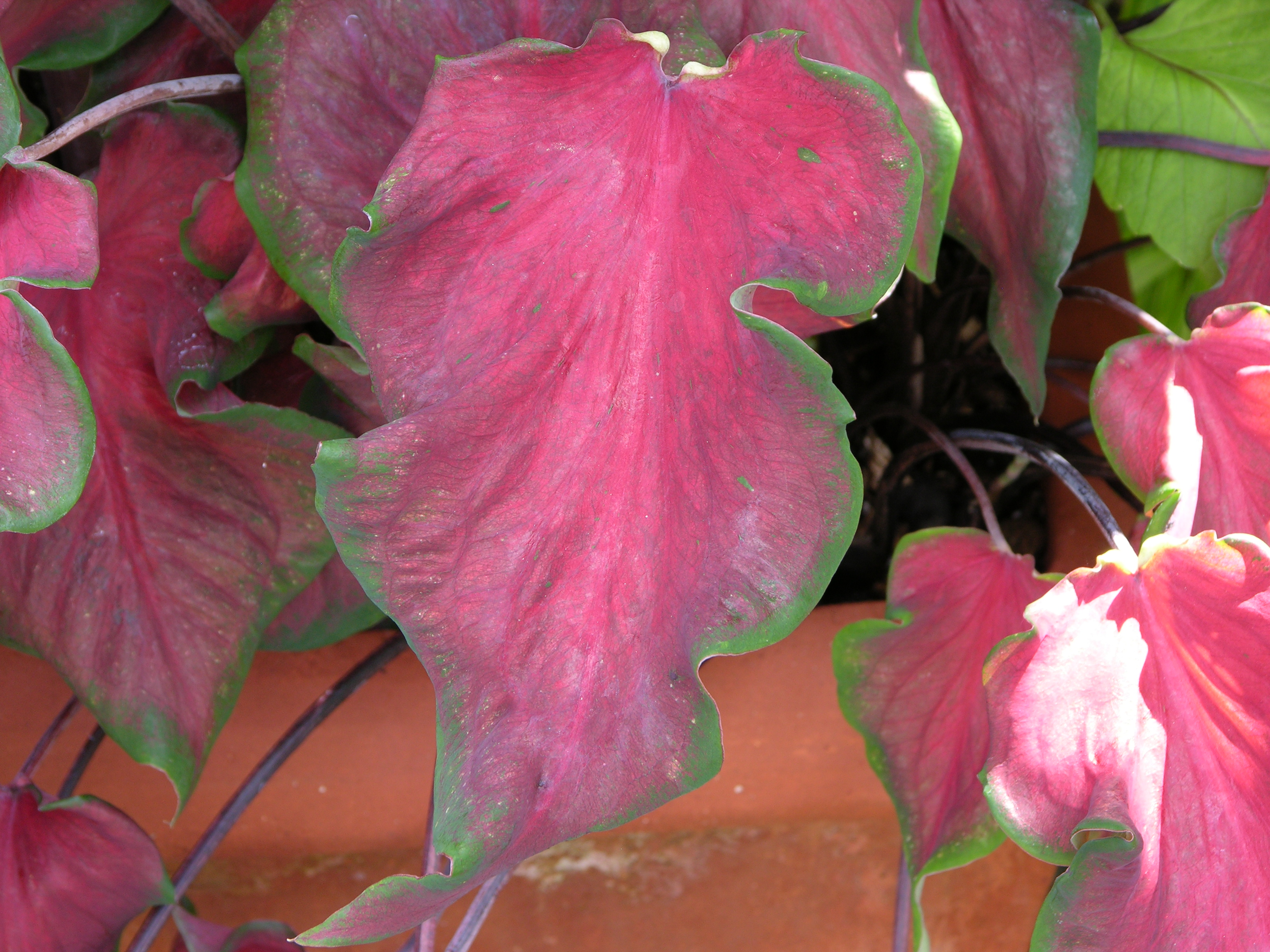
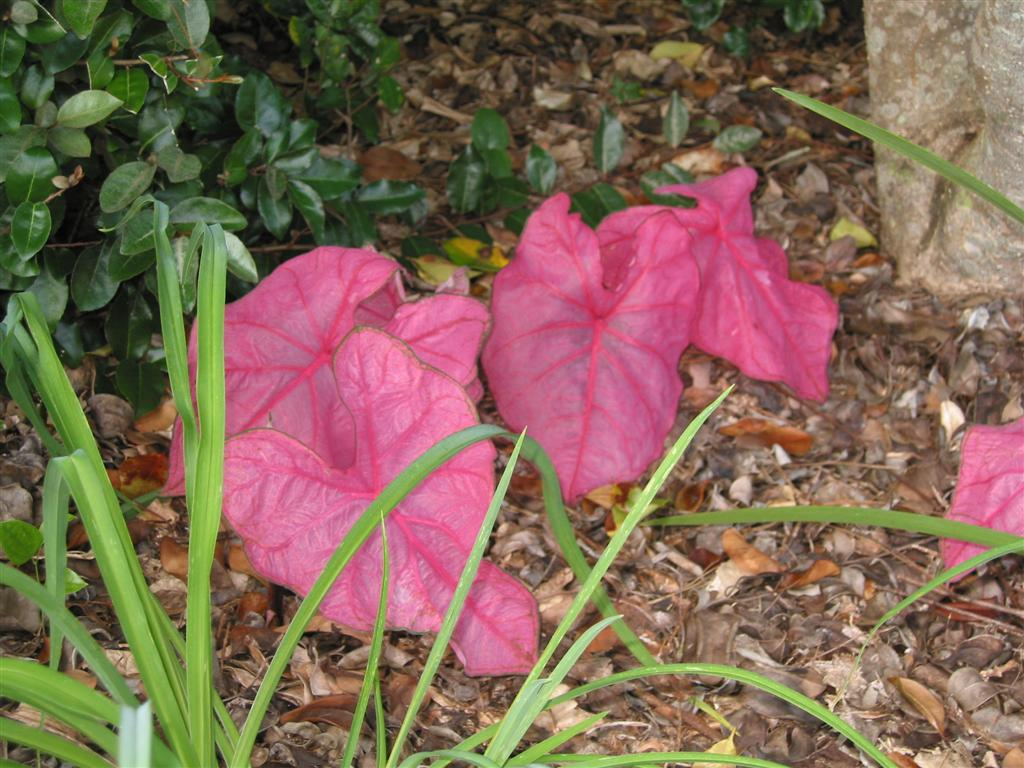
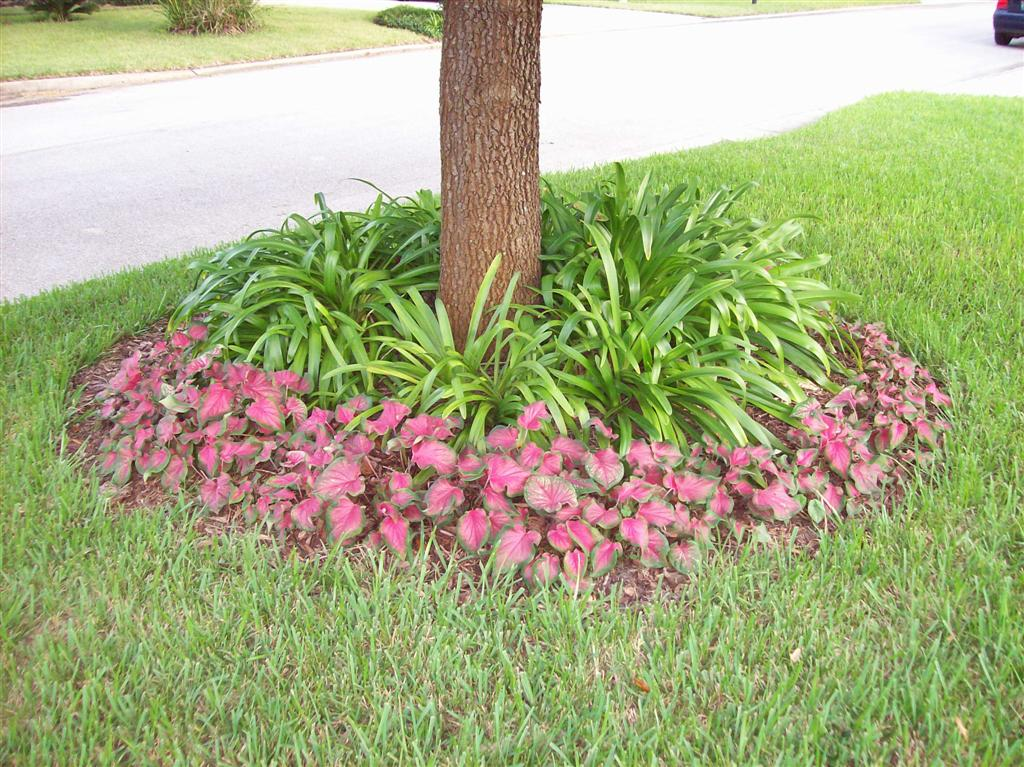